# Partido Conservador (Chile)
Der Partido Conservador wurde im Jahr 1836 gegründet. Die Partei vertrat die politischen Ziele und Interessen des chilenischen Katholizismus und war viele Jahrzehnte äußerst einflussreich. Das politische Profil erhielt diese Partei im 19. Jahrhundert in den Auseinandersetzungen mit den laizistischen Liberalen. Im 20. Jahrhundert kamen die Debatten mit der antiklerikalen Radikalen Partei hinzu. Die politischen Debatten kreisten um Themen wie Religionsunterricht in den Schulen, Trennung von Kirche und Staat usw. Der Partido Conservador bestand bis 1949, als er sich im Partido Conservador Tradicional und dem Partido Conservador Social Cristiano aufspaltete. Der letztere fusionierte im Jahr mit der Falange Nacional (zunächst eine interne Jugendorganisation und im Jahr 1938 eine Abspaltung des Partido Conservador) und bildete die Christdemokratische Partei, den Partido Demócrata Cristiano de Chile (PDC). Der Partido Conservador Tradicional bestand geschwächt bis 1953, als er zusammen mit anderen Parteien den Partido Conservador Unido bildete. Dieser wiederum fusionierte im Jahr mit dem Partido Liberal (Liberale Partei), dem historischen politischen Gegner des Partido Conservador, um im Jahr 1966 den Partido Nacional zu bilden. Politiker dieser Partei traten nach der Zulassung von politischen Parteien in den 1980er Jahren in die Neugründungen Renovación Nacional (RN) und Unión Demócrata Independiente (UDI). RN ist eine eher liberale Partei, während UDI eher konservativ und bis in die 1990er Jahre Pinochetfreundlich.
Somit haben drei heute existierende Parteien in Chile direkte Wurzeln im alten Partido Conservador: PDC, RN und UDI. Führende Politiker anderer Parteien, begannen ihre Karriere in dieser Partei, wie beispielsweise der Christdemokrat und Präsident Eduardo Frei Montalva, Radomiro Tomic (Präsidentschaftskandidat im Jahr 1970), Bernardo Leighton (Minister 1964–1970) u. a. Aufgrund dieser Tatsache wird diese nicht mehr existierende Partei häufig in der Fachliteratur behandelt.

## Geschichte

### Gründung

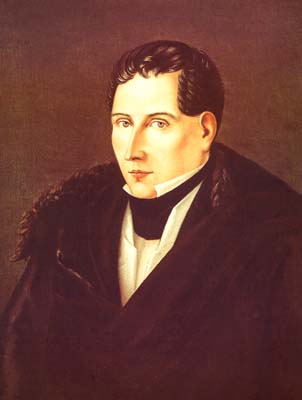
Diego Portales

Die Ursprünge der Konservativen gehen auf den sturz der Regierung von Bernardo O’Higgins am 28. Januar 1823 zurück. Die chilenische politische Situation in diesen Jahren war in sechs Hauptgruppen unterteilt: die Pelucones, Konservative, die Autorität und Stabilität über die persönlichen Freiheiten unterstützten; die Pipiolos, die die persönliche Freiheit auch über die Stabilität hinweg unterstützten; die Pipiolos liberalen, gemäßigte, die persönliche Freiheiten unterstützten; die Föderalisten, hauptsächlich Liberale und Pipiolos, die auch ein föderalistisches System unterstützten, das dem der Vereinigten Staaten ähnelt; die O'Higginistas, Anhänger von O’Higgins, die ins Exil gegangen waren; und die Carrerinos, unterstützt von O’Higgins 'altem Feind José Miguel Carrera, der in Argentinien hingerichtet worden war.
Nach der Abdankung von O’Higgins forderte die neue Regierung des liberalen Ramón Freire neue Parlamentswahlen. Diese wurden von Moderaten gewonnen, die 31 von 58 Sitzen erhielten. Die Pelucones erhielten nur 4 Sitze und waren daher die kleinste Gruppe im Kongress. Bei den nächsten Wahlen, die 1824 stattfanden, erzielten die Pelucones deutliche Gewinne. Sie gewannen 21 von 58 Sitzen in der Abgeordnetenkammer und wurden nach den Pipiolos zur zweitgrößten Gruppe. Die Pelucones erlangten 1825 die Kontrolle über die Kammer, als sie acht weitere Sitze errangen. Die Pipiolos hielten jedoch den Senat aufrecht.
Freire trat 1826 zurück, aber sein Nachfolger, der politisch neutrale Admiral Manuel Blanco Encalada, konnte aufgrund eines feindlichen Kongresses nicht regieren. Im Jahr 1827 verloren die Pelucones die Kontrolle über die Kammer, und die Pipiolos ernannten Freire erneut zum Präsidenten. Freire trat fast sofort zurück und wurde durch den Vizepräsidenten Francisco Antonio Pinto, einen Liberalen, ersetzt.
Die Regierung von Pinto schrieb eine neue Verfassung, in der festgelegt wurde, dass die Präsidenten von einem Wahlsystem gewählt werden sollten, das dem der heutigen Vereinigten Staaten ähnelt. Der Kandidat, der die zweite Mehrheit erhielt, sollte Vizepräsident werden. Parlaments- und Präsidentschaftswahlen fanden 1829 statt. Pinto wurde als Präsident wiedergewählt und die Liberalen (Pipiolos und Liberale) erlangten die Kontrolle über den Kongress. Francisco Ruiz Tagle erhielt bei den Präsidentschaftswahlen die zweite Mehrheit und sollte daher Vizepräsident werden. Der liberale Kongress lehnte es jedoch ab, Ruiz-Tagle als Vizepräsidenten zu akzeptieren, und nannte stattdessen einen Liberalen, Joaquín Vicuña, zu dieser Position.
Die Pelucones waren wütend auf diese Verfassung und begannen einen Aufstand gegen die liberal dominierte Regierung. Präsident Pinto trat zurück, und Vicuña weigerte sich, die Vizepräsidentschaft anzunehmen. Eine Reihe provisorischer Präsidenten folgte Pinto nach, wobei jeder von ihnen den Pelucón-Aufstand nicht unterdrücken konnte.
In diesem Bürgerkrieg entstand eine neue Gruppe, die Estanqueros, die gemäßigte Staaten, die die politische Instabilität beenden wollten. Diese Gruppe wurde von Diego Portales angeführt und verbündete sich mit den Pelucón-Truppen, die schließlich die Liberalen unter der Führung des ehemaligen Präsidenten Ramón Freire in der Schlacht von Lircay von 1830 besiegten. Dieser war ein ex-o'higginista, der mit den Pelucones sympathisch war, die die konservativen Kräfte in Lircay geführt hatten.

### In der Regierung (1830–1861)

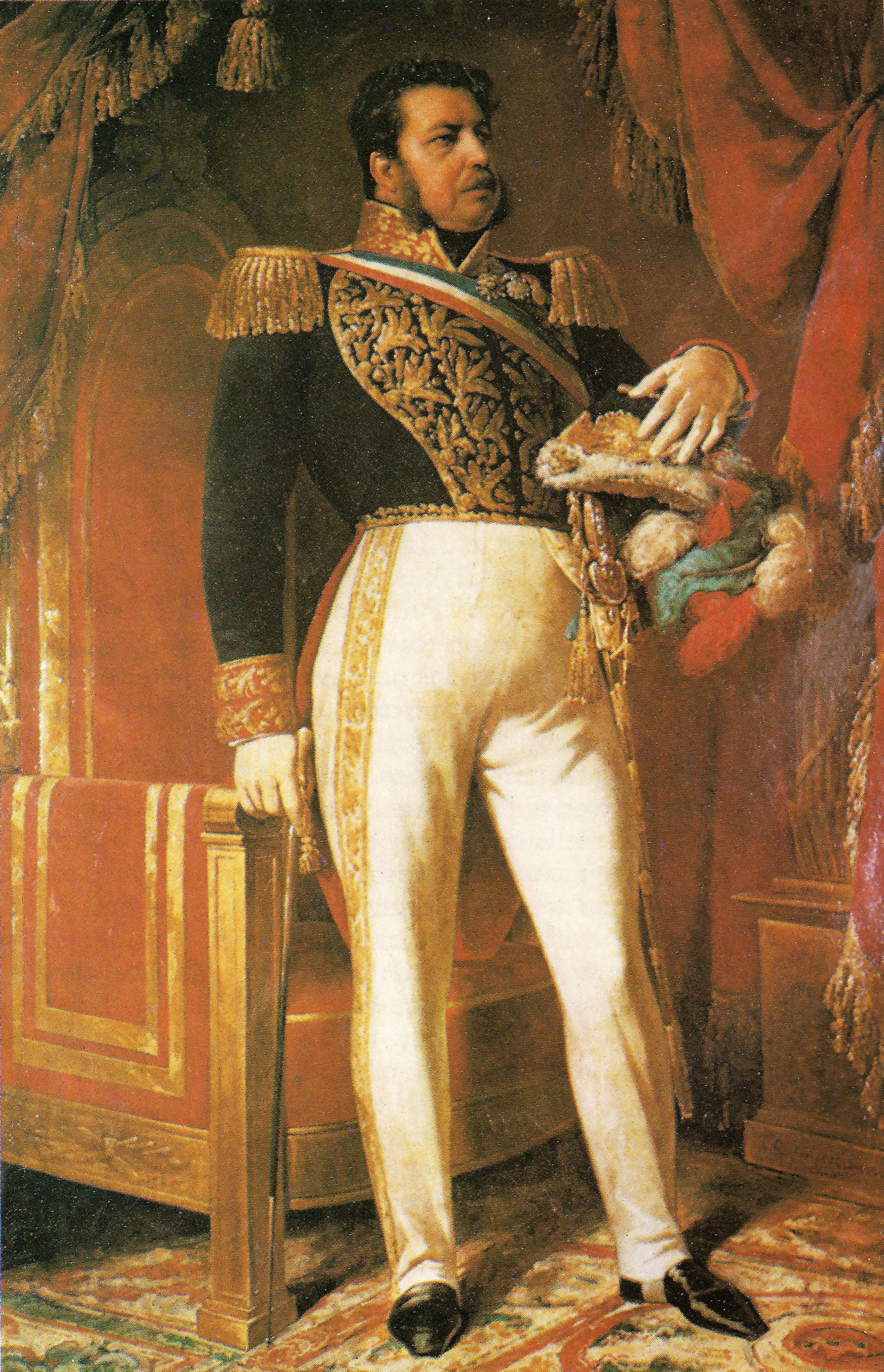
Manuel Bulnes Prieto

José Joaquín Prieto Regierung wurde vom einflussreichen Minister Diego Portales dominiert. Portales überzeugte Prieto, eine Kommission zur Ausarbeitung einer neuen Verfassung einzusetzen. Diese Verfassung wurde im Jahr 1833 fertiggestellt und in Kraft gesetzt. Sie enthielt zahlreiche autoritäre Elemente, garantierte jedoch einige wesentliche Freiheiten. Auch unter dem Hinweis von Portales erklärte Prieto der peruanisch-bolivianischen Konföderation, die eine gescheiterte Anti-Regierungs-Revolte unterstützt hatte, den Krieg. Obwohl Portales vor Kriegsende ermordet wurde, besiegte Chile die Konföderation, die aufgelöst wurde. Dies brachte den Pelucones eine enorme Popularität.
Diese Popularität spiegelte sich in den Parlamentswahlen von 1834 wider, bei denen die Pelucones 49 von 63 Abgeordneten in der Abgeordnetenkammer und 10 von 20 Sitzen im Senat erhielten, wodurch der gesamte Kongress unter Kontrolle gebracht wurde. Prieto wurde 1836 leicht für eine weitere Amtszeit von fünf Jahren wiedergewählt. 1841 wurde der konservative Kandidat Manuel Bulnes zur Präsidentschaft gewählt und 1846 erneut gewählt. Während der Präsidentschaft von Prieto und Bulnes behielten die Pelucones die Kontrolle über den Kongress.
Bei den Präsidentschaftswahlen von 1851 war der konservative Kandidat Manuel Montt. Er siegte, aber viele Konservative waren mit ihm unzufrieden und beschuldigten ihn des Antiklerikalismus. Im Jahr 1851 wurde die konservative Partei offiziell von den Anti-Montt-Pelucones gegründet. Obwohl Montt 1856 die Wiederwahl gewann, besiegte die Konservative Partei seine Nationalpartei bei den Parlamentswahlen von 1858.
Die konservativen, nationalen und liberalen Parteien waren sich alle einig, den Präsidenten José Joaquín Pérez bei den Präsidentschaftswahlen von 1861 zu unterstützen. Bei den Parlamentswahlen in diesem Jahr verlor der Konservative jedoch die Kontrolle über den Kongress und belegte nach den Angehörigen der Nationals und Liberalen den dritten Platz.

### In der Opposition (1861–1891)
Einige Konservative weigerten sich, Pérez 1866 für die Wiederwahl zu unterstützen, und unterstützten stattdessen den angeschlagenen Manuel Bulnes. Die Liberalen gewannen den Kongress im Jahr 1867. Die konservativen und liberalen Parteien schufen daraufhin die liberal-konservative Fusion, die Federico Errázuriz Zañartu 1871 zur Präsidentschaft brachte.
Das Bündnis brach jedoch bald zusammen. Die Liberalen begannen, Wahlbetrug einzusetzen, um die Kontrolle über die Regierung zu behalten. Bei den Präsidentschaftswahlen von 1876, 1881 oder 1886 gab es keine Oppositionskandidaten. Dank Wahlbetrug behielten die Liberalen die volle Kontrolle über den Kongress. In einem Fall gab der liberale Präsident Domingo Santa María sogar zu, dass Betrug stattfand, und erklärte: "Ich wurde der Intervention der Wähler beschuldigt. Ich habe interveniert. Ich gehöre zur alten Schule und nehme an der Intervention der Wahlen teil, weil ich ein effizientes, diszipliniertes Parlament will." ...] Ich kann nicht zulassen, dass das Erbe von Portales, Bulnes, Montt und Errázuriz zerstört wird. "
Die konservative Partei konnte sich daher bis 1891 nicht an der Regierung beteiligen. In diesem Jahr hatten die Kämpfe von Präsident José Manuel Balmaceda mit dem Kongress einen Höhepunkt erreicht und er beschloss, den Kongress aufzulösen. Daraufhin beschuldigte der Kongress Balmaceda. Die Streitkräfte des Kongresses bildeten, vor allem von der Marine unterstützt, eine alternative Regierung, die von Jorge Montt in Iquique geleitet wurde. Nach einer Reihe von Siegen des Kongresses erreichten sie Santiago und stießen Balmaceda ab, der in die argentinische Botschaft flüchtete und Selbstmord beging.

### Parlamentarische Republik (1891–1920)

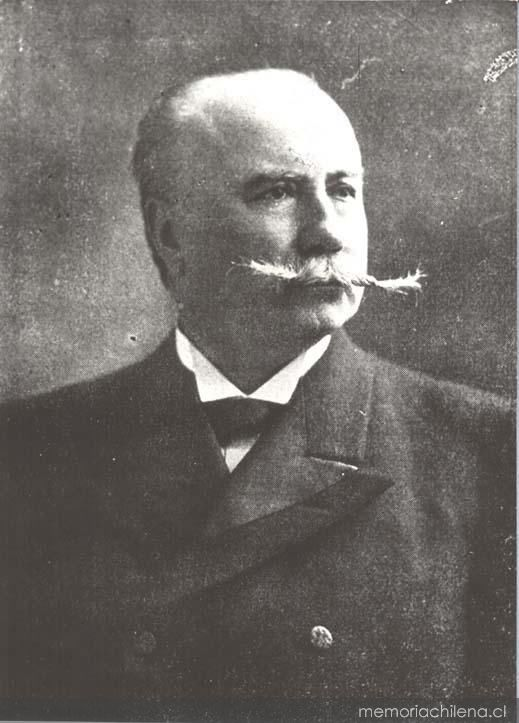
Carlos Walker Martínez

Jorge Montt rief in diesem Jahr zu Präsidentschafts- und Parlamentswahlen auf. Er war der einzige Kandidat für die Präsidentschaft, der von den konservativen, liberalen und radikalen Parteien unterstützt wurde, und gewann einstimmig. Bei den ersten freien und sauberen Parlamentswahlen seit fast einem halben Jahrhundert gewann die Konservative Partei die Mehrheit der Sitze in der Abgeordnetenkammer, aber nur 4 von 32 Sitzen im Senat. Die Streitkräfte des Kongresses gründeten die sogenannte "Parlamentarische Republik". Der Präsident wurde kaum mehr als eine Galionsfigur, und die Macht des Kongresses wuchs immens.
Die konservative Partei gewann 1894 den gesamten Kongress, aber ihr Kandidat, Pedro Montt, verlor bei den Präsidentschaftswahlen von 1901. Während der gesamten parlamentarischen Republik waren die Konservativen eine der dominierenden Parteien im Kongress. Trotzdem machte die exzessive Macht des Gesetzgebers die Regierung für viele unwirksam und führte zur Krise der 1920er Jahre.
Während dieser Zeit schlossen sich die Konservativen mit anderen kleinen gleichgesinnten Gruppen zusammen, um das Bündnis zu bilden, das als Koalition bekannt war. Der Kandidat der Koalition bei den umstrittenen Präsidentschaftswahlen von 1915, Juan Luis Sanfuentes, gewann mit etwas mehr als 50 % der Stimmen.

### Anarchie und Stabilität (1920–1938)
Bei den Präsidentschaftswahlen von 1920 schloss sich die Konservative Partei mit einer Gruppe liberaler Dissidenten zusammen, um das Bündnis der Nationalen Union zu bilden. Ihr Kandidat bei den Wahlen war der Liberale Luis Barros Borgoño, der mit Arturo Alessandri von der Liberalen Allianz antrat. Die Wahlen waren sehr gewalttätig und am Ende gewann Barros die Volksabstimmung, Alessandri gewann die Wahlabstimmung (eine Situation ähnlich der Wahl von 2000 in den USA). Schließlich erklärte ein Sondergericht Alessandri mit einer einzigen Wahl zum Sieger. Im nächsten Jahr erlangten Konservative jedoch die Kontrolle über den Kongress.
Die Ineffizienz der Regierung ärgerte viele Chilenen, besonders in der Armee. Schließlich, im Jahr 1924, revoltierte die Armee und Alessandri trat zurück. Eine Junta, angeführt von Luis Altamirano, regierte bis 1925, als General Carlos Ibáñez und Commodore Marmaduque Grove einen Gegenputsch anführten, der Altamirano abbrach und Alessandri zurückbrachte. Die traditionellen politischen Parteien, einschließlich der Konservativen, spielten an diesen Putschen keine Rolle. Alessandri trat 1925 wegen der übermäßigen Macht von General Ibáñez erneut zurück.
Die Konservativen, Liberalen und Radikalen waren sich einig, Emiliano Figueroa bei den Präsidentschaftswahlen von 1925 zu unterstützen. Figueroa gewann mit überragenden 71 %. Trotzdem führte der Druck von Ibáñez zum Rücktritt von Figueroa, und 1927 fanden Neuwahlen statt. Die konservative Partei wollte nicht teilnehmen, und Ibáñez gewann mit 98 %.
Während Ibáñez 'Diktatur wurde der Kongress aufgelöst. Schließlich rief Ibáñez 1930 die Parteiführer zu einem Treffen in den Chillán-Thermen, einem beliebten Touristenziel, zusammen. Um einen Sieg seiner Gegner zu vermeiden, bat Ibáñez jede Partei, potentielle Kongressabgeordnete zu ernennen. Dann berief Ibáñez selbst eine Abgeordnetenkammer und einen Senat. In diesem Kongress, der wegen des Ortes, an dem er beschlossen wurde, als "Thermal Congress" bekannt ist, erhielten die Konservativen nur 24 von 133 Mitgliedern in der Kammer. Im Senat erreichten sie 10 von 42.
Ibáñez konnte die durch die Große Depression verursachten Probleme nicht lösen und floh 1931 aus dem Land. Konservative, Liberale und Radikale waren sich alle einig, Juan Esteban Montero (einen Radikalen) bei den Präsidentschaftswahlen zu unterstützen. Montero gewann, konnte aber auch die wirtschaftlichen Probleme Chiles nicht lösen. Am Ende verließ ihn sogar seine eigene Partei. Nur von den Liberalen und Konservativen unterstützt, wurde Montero durch einen Militärputsch des sozialistischen Commodore Marmaduque Grove abgesetzt. Grove wurde in einem Gegenputsch von radikalem Carlos Dávila abgesetzt. Inmitten der politischen Unruhen trat Dávila zurück und wurde durch Bartolomé Blanche ersetzt, der die Demokratie wiederherstellte.
Präsidentschaftswahlen fanden 1932 statt. Der Kandidat der Konservativen Partei, Héctor Rodríguez, belegte mit nur 14 % der Stimmen den dritten Platz. Dennoch war der Gewinner, Arturo Alessandri, ebenfalls Rechtsaußen und erhielt während seiner Präsidentschaft die Unterstützung der Konservative Partei.

### Die geteilten Rechte (1938–1953)

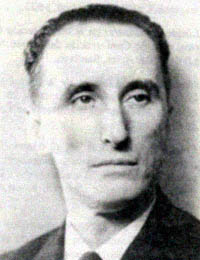
Eduardo Cruz-Coke.

Bei den Präsidentschaftswahlen von 1938 wurde der rechte Kandidat Gustavo Ross, unterstützt von den liberalen und konservativen Parteien, von Pedro Aguirre Cerda besiegt. Konservativen und Liberalen waren sich inzwischen ideologisch sehr ähnlich, weigerten sich jedoch, sich zu vereinigen. Trotz der Bildung des Falange Nacional blieben einige Sozialchristen in der Konservativen Partei.
Die Präsidentschaftswahlen von 1942 waren ein weiterer entscheidender Moment für die Rechte. Die konservative und die liberale Partei waren sich einig, die Kandidatur von Carlos Ibáñez zu unterstützen. Die Pro-Alessandri-Elemente beider Parteien weigerten sich jedoch, Ibáñez sei ein ehrgeiziger ehemaliger Diktator. Diese Gruppen lösten sich auf und bildeten die Movimiento Liberal Antifascista (Liberale Antifaschistische Bewegung) und unterstützten den linken Kandidaten Juan Antonio Ríos, der gewann.
Die liberalen und konservativen Parteien konnten sich nicht auf einen einzigen Kandidaten für die Präsidentschaftswahlen vom 4. September 1946 einigen. Die Konservativen stellten Eduardo Cruz-Coke auf, der mit 29,81 % der Stimmen nach dem radikalen Gabriel González Videla (40,23 %) den zweiten Platz belegte. Während der Präsidentschaft von González genossen die Konservativen eine kurze Zeit an der Macht, als González mit den Kommunisten, die ihn unterstützt hatten, brach.
1948 hörte die Konservative Partei auf zu existieren. Die sozialchristlichen Elemente schufen die Sozialchristliche Konservative Partei, und ihre Gegner schufen die (Traditionalistisch) Konservative Partei. Bei den Präsidentschaftswahlen von 1952 stellten die Traditionalist Conservatives und die Liberale Arturo Matte als ihren Kandidaten vor, während die National Falange, die Radicale Partei und die Sozialchristliche Konservativen Pedro Alfonso unterstützten. Beide verloren gegen den unabhängigen Carlos Ibáñez.

### Einheit und Fall (1953–1966)

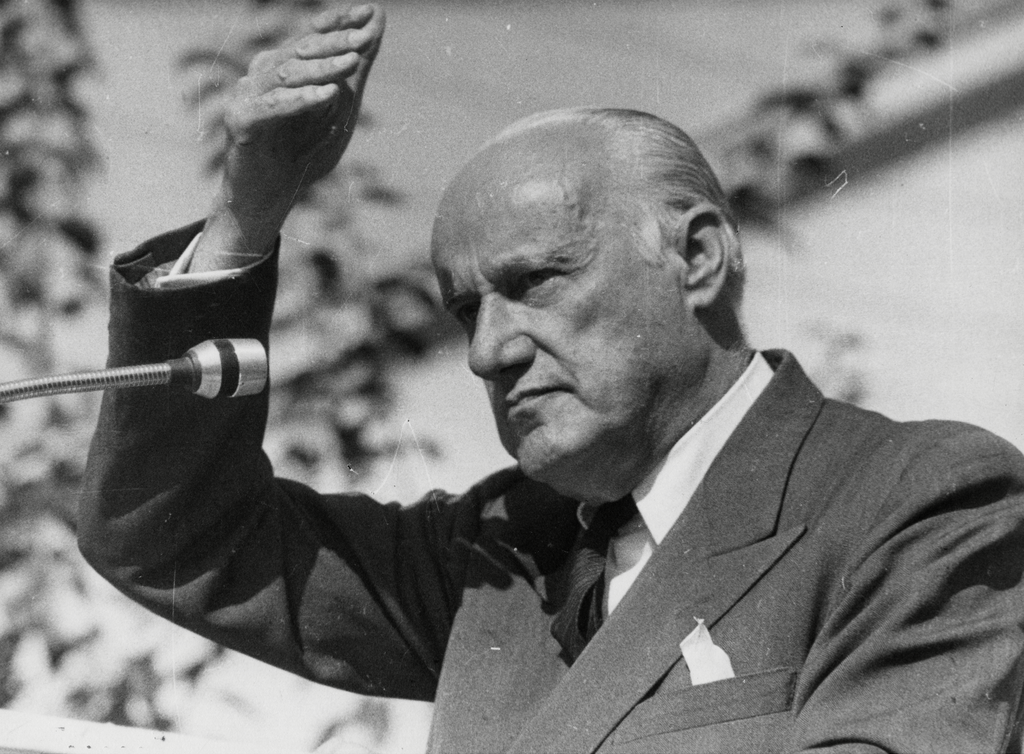
Jorge Alessandri.

Im Dezember 1953 schloss sich die Traditionalistisch Konservativen mit einem Teil der Sozialchristliche Konservative Parte zusammen und bildete die Vereinigte Konservative Partei (Partido Conservador Unido, PCU). Die andere Hälfte der sozialchristlichen Konservativen schloss sich 1957 den Falange Nacional an und bildete die Christdemokratische Partei.
Die Vereinigte Konservative Partei und die Liberale Partei unterstützten den unabhängigen Jorge Alessandri bei den Präsidentschaftswahlen von 1958. Er siegte mit 32 % und besiegte den sozialistischen Salvador Allende und den Christdemokraten Eduardo Frei Montalva. Bei den Parlamentswahlen lief es den Konservativen jedoch nicht gut. 1961 gewannen sie nur 17 von 150 Sitzen in der Kammer und null Sitze im Senat. 1965 erlitt der rechte Flügel einen historischen Tiefstand. In der Kammer gewannen Konservative und Liberale jeweils nur drei Sitze, und im Senat gewannen die Liberalen einen Sitz und die Konservativen keinen.
Als Reaktion auf diesen großen Verlust schlossen sich die Konservativen und Liberalen 1966 zur National Partei zusammen, die bei den nächsten Wahlen politisch wieder auftauchten.

## Wahlergebnisse des Partido Conservador bei den Parlamentswahlen
| Wahljahr (Gesamtzahl der Sitze) | Anzahl der Abgeordneten |
| 1864 (72)                       | 12                      |
| 1867 (72)                       | 29                      |
| 1870 (72)                       | 20                      |
| 1873 (72)                       | 30                      |
| 1876 (108)                      | 14                      |
| 1879 (108)                      | 22                      |
| 1882 (108)                      | 6                       |
| 1885 (113)                      | 17                      |
| 1888 (113)                      | 14                      |

| Wahljahr (Gesamtzahl der Sitze) | Anzahl der Abgeordneten |
| 1891 (94)                       | 40                      |
| 1894 (94)                       | 28                      |
| 1897 (94)                       | 26                      |
| 1900 (94)                       | 25                      |
| 1903 (94)                       | 20                      |
| 1906 (94)                       | 27                      |
| 1909 (94)                       | 23                      |
| 1912 (118)                      | 29                      |
| 1915 (118)                      | 28                      |
| 1918 (118)                      | 26                      |
| 1921 (118)                      | 26                      |
| 1924 (118)                      | 25                      |

| Wahljahr (Gesamtzahl der Abgeordneten) | Anzahl der Abgeordneten | Stimmenanzahl | Stimmenanteil |
| 1925 (132)                             | 28                      | 51.902        | 19.8          |
| 1932 (142)                             | 34                      | 55.843        | 17,2          |
| 1937 (146)                             | 35                      | 87.845        | 21,3          |
| 1941 (147)                             | 32                      | 77.243        | 17,2          |
| 1945 (147)                             | 36                      | 106.264       | 23,6          |